# Лодомерия
Лодомерия е латинското име на унгарски на рутенското Владимир-волинското княжество, като част от Галичко-волинското княжество през 13 и 14 век. Името се използва от 1772 до 1918 година, ведно с Галиция, като Галиция и Лодомерия за австрийското кралство Галиция и Лодомерия.